# Bagua Grande
Bagua Grande (fundada como Santiago de Bagua en 1541) es una ciudad del nororiente del Perú, capital de la provincia de Utcubamba en el departamento de Amazonas. Está ubicada a 5°45′S y 78°26′O, a orillas del río Utcubamba a unos 450 m s. n. m.
Bagua Grande es la ciudad más poblada del departamento con una población estimada de 42.396 hab. para 2015.

## Economía
Es conocida también como "El corazón de Amazonas". Se convirtió de zona rural a zona urbana debido a la fuerte migración de fines de los años sesenta, ahora es un activo centro comercial transitorio, paso activo para uno de los ingresos a la selva peruana, a través de la carretera marginal de la selva peruana.

## Instituciones financieras
Agencia Caja Trujillo.
Agencia BCP
Agencia Banco de la Nación.
Agencia Caja Piura.
Agencia BBVA
Agencia Banco Agropecuario.
Agencia Financiera Compartamos
Agencia Caja Huancayo
Agencia Caja Arequipa
Agencia MiBanco

## Clima
La zona urbana está emplazada en una ladera junto al río Utcubamba, ahora fusionada con el distrito de Cajaruro, es una ciudad muy cálida, fértil y llueve durante casi todo el año. La economía está basada en el comercio y la producción agrícola, en especial de arroz de muy excelente calidad, maíz y café; el comercio es activo con las ciudades de Chiclayo, Jaén, y con el vecino departamento de San Martín. Posee industrias menores, de pilado y molinos de arroz, y embotelladoras de aguas gaseosas.
| Parámetros climáticos promedio de Bagua Grande | Parámetros climáticos promedio de Bagua Grande | Parámetros climáticos promedio de Bagua Grande | Parámetros climáticos promedio de Bagua Grande | Parámetros climáticos promedio de Bagua Grande | Parámetros climáticos promedio de Bagua Grande | Parámetros climáticos promedio de Bagua Grande | Parámetros climáticos promedio de Bagua Grande | Parámetros climáticos promedio de Bagua Grande | Parámetros climáticos promedio de Bagua Grande | Parámetros climáticos promedio de Bagua Grande | Parámetros climáticos promedio de Bagua Grande | Parámetros climáticos promedio de Bagua Grande | Parámetros climáticos promedio de Bagua Grande |
| Mes                                            | Ene.                                           | Feb.                                           | Mar.                                           | Abr.                                           | May.                                           | Jun.                                           | Jul.                                           | Ago.                                           | Sep.                                           | Oct.                                           | Nov.                                           | Dic.                                           | Anual                                          |
| ---------------------------------------------- | ---------------------------------------------- | ---------------------------------------------- | ---------------------------------------------- | ---------------------------------------------- | ---------------------------------------------- | ---------------------------------------------- | ---------------------------------------------- | ---------------------------------------------- | ---------------------------------------------- | ---------------------------------------------- | ---------------------------------------------- | ---------------------------------------------- | ---------------------------------------------- |
| Temp. máx. abs. (°C)                           | 41                                             | 38.9                                           | 38                                             | 37                                             | 37                                             | 36                                             | 38                                             | 39                                             | 42.1                                           | 41                                             | 39                                             | 43.3                                           | 43.3                                           |
| Temp. máx. media (°C)                          | 30.6                                           | 30.6                                           | 30.3                                           | 30.8                                           | 30.3                                           | 29.5                                           | 29.1                                           | 29.8                                           | 30                                             | 30.4                                           | 31.1                                           | 31.4                                           | 30.3                                           |
| Temp. media (°C)                               | 25.2                                           | 25.3                                           | 25.1                                           | 25.4                                           | 25                                             | 24.4                                           | 24.1                                           | 24.4                                           | 25                                             | 25.1                                           | 25.6                                           | 25.6                                           | 25                                             |
| Temp. mín. media (°C)                          | 19.8                                           | 20                                             | 20                                             | 20.1                                           | 19.8                                           | 19.4                                           | 19.2                                           | 19.1                                           | 20                                             | 19.9                                           | 20.2                                           | 19.8                                           | 19.8                                           |
| Temp. mín. abs. (°C)                           | 14                                             | 14                                             | 14                                             | 13                                             | 12                                             | 9                                              | 7                                              | 10                                             | 13                                             | 14                                             | 14                                             | 14                                             | 7                                              |
| Precipitación total (mm)                       | 113                                            | 165                                            | 241                                            | 304                                            | 275                                            | 211                                            | 192                                            | 149                                            | 157                                            | 200                                            | 147                                            | 133                                            | 2287                                           |
| Fuente: Climate-data.org                       |                                                |                                                |                                                |                                                |                                                |                                                |                                                |                                                |                                                |                                                |                                                |                                                |                                                |